# مسابقات جهانی تنیس روی میز ۱۹۲۸
مسابقات جهانی تنیس روی میز ۱۹۲۸ (انگلیسی: 1928 World Table Tennis Championships) دومین دوره مسابقات جهانی تنیس روی میز است که در شهر استکهلم، سوئد برگزار شده است.
این مسابقات از ۲۴ تا ۲۹ ژانویه ۱۹۲۸ در دو بخش تیمی و انفرادی برگزار شده است.

## نتایج

### تیمی
| رویداد     | طلا                                                                                   | نقره                                                                     | برنز                                                                           |
| تیمی مردان | مجارستان · لازلو بلاک · ساندور گلانز · رولاند ژاکوبی · زولتان مچلوویتس · Daniel Pecsi | اتریش · Paul Flussmann · Alfred Liebster · Munio Pillinger · Robert Thum | انگلستان · Charles Allwright · چارلی بول · آدریان هایدون · C.G. Mase · فرد پری |

### انفرادی
| رویداد        | طلا                             | نقره                             | برنز                          |
| انفرادی مردان | زولتان مچلوویتس                 | لازلو بلاک                       | Paul Flussmann                |
| انفرادی مردان | زولتان مچلوویتس                 | لازلو بلاک                       | Alfred Liebster               |
| انفرادی زنان  | ماریا مدنیانسکی                 | اریکا متزگر                      | Doris Gubbins                 |
| انفرادی زنان  | ماریا مدنیانسکی                 | اریکا متزگر                      | Joan Ingram                   |
| دونفره مردان  | Alfred Liebster Robert Thum     | چارلی بول فرد پری                | لازلو بلاک ساندور گلانز       |
| دونفره مردان  | Alfred Liebster Robert Thum     | چارلی بول فرد پری                | رولاند ژاکوبی زولتان مچلوویتس |
| دونفره زنان   | Fanchette Flamm ماریا مدنیانسکی | Doris Gubbins Brenda Sommerville | Joan Ingram Winifred Land     |
| دونفره مختلط  | زولتان مچلوویتس ماریا مدنیانسکی | Daniel Pecsi اریکا متزگر         | چارلی بول Joan Ingram         |
| دونفره مختلط  | زولتان مچلوویتس ماریا مدنیانسکی | Daniel Pecsi اریکا متزگر         | فرد پری Winifred Land         |